# Freischwebende Intelligenz
Die freischwebende Intelligenz ist ein Begriff der Wissenssoziologie, der von dem Soziologen und Philosophen Karl Mannheim 1929 verwendet wurde, ursprünglich aber von dem Soziologen Alfred Weber geprägt worden war. Er umfasst die Angehörigen der „Intelligenz“ (siehe Intelligenzija), deren relative Unabhängigkeit als sozial nicht festgelegte Schicht es ihnen erlaube, sich vom normativen Denken ihrer Umgebung zu lösen und unabhängig von sozialen Klassengegebenheiten zu agieren: die Intelligenz, d. h. der Intellektuelle, schwebe (relativ) frei über den Dingen und Aufgaben und sei deshalb weniger ideologiegebunden als andere Menschen. Dies bezog Karl Mannheim sowohl auf den politischen wie auch auf den ökonomischen und kulturellen Bereich. Die sozial freischwebende Intelligenz ist nach Mannheim ungebunden, kritisch und sensibel. Sie ist in der Lage, pluralistische Anschauungen zu vertreten und positiv auf soziale Gegebenheiten einzuwirken.
Mannheim suchte einen Ausweg aus dem Dilemma, dass menschlicher Geist sich in Betrachtung, Argumentation und Erkenntnis innerhalb sozialer Bindungen und Voreingenommenheiten bewegt, andererseits aber unverfälschte Wahrheiten finden will und, wie er meint, auch kann.

## Rezeption
Von Kritikern wird bestritten, dass eine Überschreitung der historischen, sozialen, kulturellen und psychischen Determinanten für eine bestimmte Gruppe in der Gesellschaft möglich sei.
Nach Magnus Klaue bezeichnete Mannheim mit Freischwebende Intelligenz das „die Weimarer Republik prägende Milieu, das sich infolge der Krise des Bildungsbürgertums herausbildete und in dem (schon damals oft arbeitslose) Akademiker, Privatgelehrte, vermögende, aber beruflich ambitionslose Bürgersöhne und Lumpenintellektuelle zusammenkamen.“ Er habe sowohl auf die Möglichkeiten dieses Milieus zu sozialer und geistiger Unabhängigkeit als auch auf die Gefahr hinweisen wollen, dass es sich selbst als intellektuelle Avantgarde betrachte, die bürgerliche Normalität als spießig ablehne und die eigenen moralischen Ansichten der „zurückgebliebenen“ Mehrheit aufzwingen wolle.